# Kol Kalisson
Kol Kalisson (n. 1060) fue un caudillo vikingo de Aker, Noruega. Hijo del lendmann Kali Saebjörnsson (1010-1099), de Agder. Se casó con Gunhild Erlandsdatter (n. 1083), hija de Erlend Thorfinnsson, jarl de las Orcadas, y de esa relación nacieron dos hijos Ragnvald Kali Kolsson y Ingigerd Kilsdatter (n. 1102, que sería esposa de Jon Petersson). Tras su matrimonio se declaró vasallo de Magnus III de Noruega.